# Филипович, Ивана
Ива́на Фили́пович (серб. Ивана Филиповић / Ivana Filipović; 9 ноября 1989, Нови-Сад) — сербская гребчиха, выступает за национальную сборную Сербии начиная с 2011 года. Обладательница серебряной медали чемпионата Европы, финалистка чемпионатов мира и этапов Кубка мира, победительница и призёрка многих регат национального значения.

## Биография
Ивана Филипович родилась 9 ноября 1989 года в городе Нови-Саде Южно-Бачского округа Югославии. Активно заниматься греблей начала в возрасте пятнадцати лет в 2004 году, проходила подготовку в местном гребном клубе Danubius 1885.
Дебютировала на международной арене уже в 2006 году, выступив на чемпионате мира среди юниоров в Амстердаме. Год спустя стартовала на юниорском мировом первенстве в Пекине. На молодёжных чемпионатах мира 2009 и 2010 годов, прошедших в чешском Рачице и белорусском Бресте соответственно, оба раза добиралась до утешительных финалов «Б».
Первого серьёзного успеха на взрослом международном уровне Филипович добилась в сезоне 2011 года, когда вошла в основной состав сербской национальной сборной и побывала на чемпионате Европы в болгарском Пловдиве, откуда привезла награду серебряного достоинства, выигранную вместе с напарницей Ивой Обрадович в зачёте двоек парных — лучше них в финале финишировал только украинский экипаж Анастасии Коженковой и Яны Дементьевой. Кроме того, в этом сезоне заняла четвёртое место на молодёжном чемпионате мира в Амстердаме, немного не дотянув до призовых позиций, и выступила на взрослом первенстве мира в словенском Бледе.
В 2012 году Ивана Филипович впервые соревновалась в зачёте Кубка мира. В следующем сезоне дошла до финала «Б» на чемпионате мира в корейском Чхунджу. В сезоне 2014 года вновь выступала на чемпионатах Европы и мира, но была далека от попадания в число призёров. Пыталась пройти отбор на летние Олимпийские игры 2016 года в Рио-де-Жанейро, однако на квалификационной олимпийской регате в Люцерне выступила не очень удачно.